# جامعة الملك فهد للبترول والمعادن

الختم الرسمي للجامعة

جامعة الملك فهد للبترول والمعادن  اختصار الجامعة بالإنجليزية ا"KFUPM"هي جامعة سعودية حكومية تقع في مدينة الظهران بالمنطقة الشرقية. تم افتتاحها رسمياً بالمرسوم الملكي الصادر في تاريخ 5 جمادى الأولى 1383هـ الموافق 23 سبتمبر 1963م بمسمى كلية البترول والمعادن وفي عام 1975م تم تغيير مكانتها الأكاديمية واسمها لتصبح جامعة البترول والمعادن، وفي عام 1986م تم تغيير اسم الجامعة ليستقر كما هو الآن جامعة الملك فهد للبترول والمعادن وذلك بعد زيارة الملك فهد لها. وتعتبر الجامعة المؤسسة الرائدة في العلوم والتقنية في المملكة العربية السعودية، وهي الجامعة الأولى عربياً في عدد براءات الاختراع، حيث تضم ثلثي براءات الاختراع في العالم العربي، وتأتي في المرتبة السادسة على مستوى جامعات العالم بحسب تصنيف مكتب الولايات المتحدة لبراءات الاختراع. كما دخلت ضمن قائمة أفضل مئة جامعة على مستوى العالم، بحسب موقع موقع الشركة البريطانية QS، واحتلت المركز 60 في تصنيف QS لعام 2026، حاصلة على "جائزة الميدالية الذهبية" في 2022م من المجلس التنفيذي لجمعية نظم المعلومات في الشرق الأوسط وشمال أفريقيا، ومنذ تأسيسها حتى عام 2014م، تخرج منها 30,831 شخص، بينهم 3,346 يحملون شهادة الماجستير و 217 شخص يحملون شهادة الدكتوراه. ظلت الجامعة منذ إنشائها تقدم التعليم الجامعي مقتصرا على الطلاب دون الطالبات حتى عام 2019 إذ أتاحت المجال أمام الطالبات للتقديم على برامج الدراسات العليا للطالبات كمرحلة أولى وفي تخصصات محددة.

تقوم الجامعة بتنظيم أولمبياد للرياضيات على غرار أولمبياد الرياضيات العالمي.

## افتتاح الجامعة
من كلمة جلالة الملك فيصل بن عبد العزيز بمناسبة افتتاح كلية البترول والمعادن قبل أن يتم تحويلها إلى جامعة في يوم الثلاثاء 8 شوال 1383 هـ الموافق 9 فبراير 1963م:

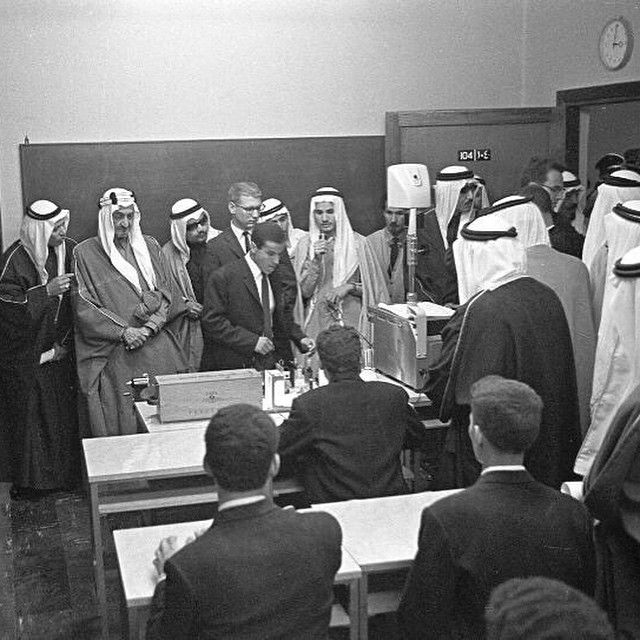
زيارة الملك فيصل بن عبدالعزيز لكليّة البترول والمعادن في عام ١٩٦٤م. وعلى يمينه صالح أمبة أول عميد للكليّة وعن يساره وزير البترول والثروة المعدنية الأسبق أحمد زكي يماني. والأمير عبد الله بن عبد العزيز -آنذاك- في أقصى يمين الصورة.

أيها الإخوان: كان هذا المعهد حلماً من أحلامنا قبل عدة سنوات، حيث كنا ننظر إلى ما حولنا، فنجد أنفسنا صامتين مبهورين ليس في إمكاننا أن نجاري غيرنا، أو نقارع الأمم الأخرى، في سبيل النهضة والحياة، ولكن الله سبحانه وتعالى سهّل السبيل ومهّد الصعاب التي تعترض الطريق، فوُجد هذا المعهد في فترة لا تتجاوز السنتين، وفي اعتقادي أن هذه فترة قياسية، أن ننظر إلى ما كنا عليه قبل سنتين، وما نحن عليه الآن

## التاريخ
أنشئت كلية البترول والمعادن بموجب مرسوم ملكي صدر في 5 جمادى الأولى 1383 هـ (23/9/1963م). وقد أطلق عليها آنذاك اسم “كلية البترول والمعادن“، وفي 5/1/1395هـ، صدر مرسوم ملكي بتعديل اسمها إلى “جامعة البترول والمعادن“، وفي 23/4/1407هـ، تم تعديل اسمها إلى “جامعة الملك فهد للبترول والمعادن“، بعد زيارة الملك فهد بن عبد العزيز للجامعة.
شهدت الجامعة منذ إنشائها تطوراً كبيراً في أعداد الطلاب الملتحقين بها، والمتخرجين منها، وأعضاء هيئة التدريس والموظفين. كما انعكس هذا التطور في جميع منشآت الجامعة ومرافقها. فقد بلغ عدد الطلاب الذين التحقوا بها عندما فتحت أبوابها في 23 سبتمبر 1964م (67) طالباً. ومنذ ذلك الحين والجامعة آخذة في النمو بشكل متزايد حتى بلغ عدد طلابها أكثر من 10000 طالبا في العام الدراسي 2005 /2006م. تخرجت أول دفعة في الجامعة عام 1391/1392هـ (1971/1972م)، وكانت تتكون من أربعة طلاب حصلوا على شهادة بكالوريوس العلوم في كلية العلوم الهندسية والعلوم، وقد منحت الجامعة أول شهادات البكالوريوس في عام 1391هـ/1971م؛ فكانت أربع شهادات في العلوم الهندسية.
احتلت جامعة الملك فهد للبترول والمعادن المركز الأول بين جامعات العالم العربي ، كما احتلت المركز 101 على مستوى العالم في تصنيف مؤسّسة QS للجامعات حول العالم للعام 2026.

## رؤية الجامعة
- تنمية القوى البشرية كمياً ونوعياً
- التركيز على البحوث التطبيقية في مجال التنمية الطبيعية واستغلالها مع الاهتمام بالبحوث التي تعالج قضايا التنمية النوعية

المشاركة في دفع الحركة الثقافية بالمملكة
- تنمية البرامج الأكاديمية
- استقطاب الموهوبين من مختلف دول العالم
- الاستمرار في الالتزام بالبرامج الأكاديمية المتميزة للدراسات الجامعية، وتطوير برامج الدراسات العليا على أرفع مستوى
- تطوير مختلف الوسائل التي تعين الطلاب على التعلم، واكتساب المعرفة لرفع مستوى التحصيل العلمي لديهم
- تطوير خدمات المكتبة المركزية وتوسعة منشأتها
- تطوير إمكانات معهد البحوث بالجامعة
- إنشاء المعامل والمختبرات المتخصصة، وتطويرها لزيادة الفاعلية في المجالات العلمية والتقنية الحديثة
- تقديم الخدمات المتخصصة للمجتمع، والعمل على رفع كفاءة أداء القوى العاملة وإثرائها علمياً.[10]

## أغراض الجامعة
وضع القواعد الخاصة بالابتعاث والمنح العلمية والعملية والاجازات الدراسية وتحديد البعثات اللازمة للكلية قبول الهبات والاعانات والوصايا والمنح الدراسية نشر البحوث والدراسات البترولية والمعدنية، وتبادلها مع الجهات المعنية بالمملكة والدول الآخرى لقبول الطلبة الغير سعوديين فتم اقرار مشروع الميزانية الخاص بالكلية، واستصدار مرسوم خاص بتلك الميزانية وتوزيع المصروفات وتم اقرار مشروع الحساب الختامي للكلية، وتصديقه من الجهة المختصة نظاماً.

## التقييم الدولي
حققت جامعة الملك فهد للبترول والمعادن إنجازًا بارزًا بتصدرها قائمة تصنيفات الجامعات في منطقة الشرق الأوسط وأفريقيا لعام 2024 وفقاً لتصنيف "التايمز" العالمي للجامعات، متجاوزةً جميع جامعات المملكة والخليج العربي وتركيا وجنوب أفريقيا وغيرها، بما في ذلك جامعة كيب تاون في جنوب أفريقيا وجامعة تل أبيب، اللتين احتلتا المراتب الأولى لعدة سنوات. يعكس هذا الإنجاز القفزة النوعية التي شهدتها الجامعة منذ بدء تحولها الاستراتيجي في عام 2020.
في عام 2020، كانت الجامعة تحتل المرتبة 507 عالميًا في تصنيف "التايمز"، والمرتبة الثالثة عشرة عربياً، ونتيجةً لخطة استراتيجيتها التحولية وأهدافها الطموحة، ارتفعت بشكل تدريجي إلى المرتبة 366 في عام 2021، ثم إلى المرتبة 228 في عام 2022، ثم إلى المرتبة 221 في عام 2023، وصولاً إلى المرتبة 176 في التصنيف الأخير لعام 2024 الذي صدر هذا الأسبوع.
إلى جانب هذا التقدم، حققت الجامعة سلسلة من الارتفاعات المتتالية في التصنيفات العالمية الأخرى. فقد شهدت الجامعة صعوداً في تصنيف" كيو إس" للجامعات العالمية، حيث ارتفعت من المرتبة 200 في عام 2020 إلى المرتبة 101 في عام 2024. كما حققت تقدمًا ملحوظًا في تصنيف "كيو إس" العالمي للتخصصات الجامعية، حيث تحتل الآن المرتبة الثانية عالمياً في هندسة البترول، والثامنة في التعدين، والمرتبة 48 في الهندسة الكيميائية، والمرتبة 54 في الهندسة الميكانيكية.

### براءات الاختراع
حسب تصنيف مركز تسجيل براءات الاختراع الأمريكي حيث أنها تنتج ما يقارب 80% من براءات اختراعات السعودية. في عام 2024 حصلت الجامعة على المركز 101 عالميا حسب تصنيف QS للجامعات وتصدرت قائمة الجامعات العربية والجامعات على مستوى الشرق الأوسط وأفريقيا وتركيا.

## الموقع
تقع جامعة الملك فهد للبترول والمعادن في مدينة الظهران بين المركز الرئيس لشركة النفط السعودية أرامكو والقاعدة الجوية بالظهران. وتقع على على مرتفع جيولوجي حيث كانت أول بئر مكتشفة للبترول وسميت بئر الدمام رقم 7.
يبعد موقع الجامعة كيلو مترين فقط من مدينة الخبر و20 كيلومترا من مدينة الدمام. ترتفع المباني الأكاديمية على تلة حوالي 100 قدم وتسمى بمصطلح دارج في الجامعة وهو الجبل. وقريباً من الجامعة بحوالي 35 كيلومترا في الخليج العربي تقع جزيرة مملكة البحرين التي يمكن رؤيتها بوضوح من الجبل في حالة طقس جيدة. أما محافظة الأحساء فتبعد 130 كيلومترا جنوب الجامعة.
- وادي الظهران التقني
- مركز سلطان بن عبد العزيز للعلوم والتقنية
- متنزه الملك عبد الله بن عبد العزيز للعلوم
- مركز الابتكار.
- مركز الخدمات الأستشارية.
- مركز التواصل.

## حرم الجامعة
يُقسم حرم الجامعة إلى ثلاثة قطاعات رئيسة: الشمالي والأوسط والجنوبي. يضم القطاع الشمالي مجمع السنة التحضيرية ومجمع سكني  للأساتذة والموظفين الشمالي ومجمع سكني للطلاب اما القطاع الأوسط فيشمل كل الإمكانيات الأكاديمية من فصول دراسية ومعامل ومكاتب الأساتذة ويشمل أيضا مقر إدارة الجامعة ومعهد البحوث والمكتبة الرئيسة ومركز تقنية المعلومات ومراكز وادارات أخرى واما القطاع الجنوبي فهو عبارة عن سكن للأساتذة وكبار الموظفين.

### السكن
توفر الجامعة حياً سكنياً للطلاب والأساتذة داخل المدينة الجامعية، ويحتوي على عمارات سكنية يمكنها استيعاب 8000 طالب، وتتوفر للطلاب غرف مؤثثة من قبل الجامعة مزودة بخدمات الأنترنت السلكي واللاسلكي والهاتف، وخدمات النظافة والصيانة وكذلك الوجبات الغذائية، وحافلات لنقل الطلاب بين السكن والفصول الدراسية، وتحوي مرافق عامة لتلبية احتياجات الساكنين، منها مركز للتموينات الغذائية، مقهى، صالة رياضية، أجهزة الصرف الآلي. ويمكن للطلاب المنطبق عليهم الشروط الحصول على سكن، وذلك بمراجعة إدارة إسكان الطلاب، بإمكان الطالب الاختيار السكن بمفرده او مع طالب اخر وتؤخذ قيمة 150 ريال شهرياً قيمة التصريح بالسكن.

## الدراسة بالجامعة
مدة الدراسة في الكلية خمسة سنوات أكاديمية، الأولى منها تحضيرية وتخصص للغة الإنجليزية والرياضيات ومبادئ الفيزياء والكيمياء والمهارات الجامعية، وتعمل بالنظام الفصلي (فصل أول وثاني ويحدد كل فصل بمدة خمسة عشـر أسبوعا) والتدريس باللغة الإنجليزية وتشـمل تدريبات في مواقع العمل والمؤسسات الصناعية والإنتاجية لغرض تأهيل وتطوير قدرات الطلبة وإكسابهم المهارات والمعارف العلميــة التي لا تقل أهمية عن إكسابهم العلوم والمعارف الهندسية والنظرية. ولتحقيق هذا الغرض ينبغي تدريب كل طالب في حقل العمل ضمن برنامجين للطالب الخيار بينهما وهما:
1- التدريب الصيفي: ويحق للطالب الالتحاق به بعد إتمام ما لا يقل عن 75 ساعة دراسية ويكون البرنامج خلال الفصل الصيفي بواقع 8 أسابيع من العمل في إحدى القطاعات ذات العلاقة بمجال دراسته.
2-البرنامج التعاوني: ويحق للطالب الالتحاق به بعد إتمام ما لا يقل عن 95 ساعة دراسية ويكون البرنامج خلال الفصل الصيفي بالإضافة إلى فصل دراسي عادي بواقع 28 أسبوع من العمل في إحدى القطاعات ذات العلاقة بمجال دراسته.
والجدير بالذكر انه يشترط على الطالب دراسة فصل دراسي واحد على الأقل بعد إتمام أحد البرنامجين وذلك لتقديم ومناقشة تقرير نهائي مفصل عن نشاطه خلال فترة البرنامج مع لجنة مكونة من أعضاء من لجنة التدريس بالجامعة إضافة إلى اختصاصيين من مختلف القطاعات ذات العلاقة.

## القبول
قد كانت طريقة القبول في القدم أن يقبل الطالب بالجامعة وليس بقسم معين كما هو المتبع في أغلب الجامعات، وحرية اختيار التخصص مفتوحة امام الطالب، وتتيح السنة التحضيرية في الجامعة الفرصة امامه لاتخاذ القرار المناسب، وطريقة توزيع النسب الموزونة للمعايير الثلاثة والنسبة المركبة المطلوبة:
| 10% | الثانوية |
| 50% | القدرات  |
| 40% | التحصيلي |

وقد كانت نسبة القبول في العام 1440هـ 2019م هي 91% - 100%
وتقبل الجامعة أيضًا عددا محدودا من الطلاب غير السعوديين المتميزين عن طريق نظام المنح الداخلية، وعادة ما يكون قبولهم بنسبة مركبة 95% وأعلى.
تعلن النسبة المركبة المطلوبة عند إعلان نتائج قبول الطلاب بنفس العام.

## النسبة المركبة لعام 2020
بسبب الوضع الاستثنائي في عام 1441هـ 2020م وجائحة فيروس كورونا حيث أصبح الاختبار التحصيلي يقدم عن بعد بفرصة واحدة فقط، تغيرت النسبة المركبة لهذا العام للمرة الأولى كالتالي:
| 15% | الثانوية |
| 25% | التحصيلي |
| 60% | القدرات  |

## المكتبة
تم تأسيس المكتبة عام 1385 هـ / 1965 م .وتتبع نظام مكتبة الكونجرس بالتصنيف وتقدم هذه المكتبة خدمات الترجمة والاستنساخ ولها مطابع خاصة تطبع نشرة خاصة بالمكتبة كل شهرين . تقع مكتبة الجامعة في مبنى رقم 8 وتتوسط المباني الأكاديمية وقريبه أيضًا للسكن الجامعي. ويبلغ مسطحها ما يزيد على 7,000 م2 وهي مكونة من 4 أدوار. تحتوي على أكثر من 328,000 مجلد، 32% منها في العلوم، 21% في الهندسة، 24% في العلوم الإنسانية، وأخيرًا 23% منها في العلوم الاجتماعية، 300,000 من المجلدات باللغة الإنجليزية.

## رؤساء الجامعة
- الدكتور صالح بن عبد القادر أمبا 1384هـ - 1391هـ.
- الدكتور بكر بن عبد الله بن بكر 1391هـ - 1416هـ.
- الدكتور عبد العزيز بن عبد الله الدخيل 1416هـ - 1424هـ.
- الدكتور خالد بن صالح السلطان 1424هـ - 1439 هـ.
- الدكتور سهل بن نشأت عبد الجواد (مدير مُكلّف) 1439 هـ - 1441هـ.
- الدكتور محمد السقاف 1441هـ - حتى الآن.[17]

## الشراكات العالمية
حرصت الجامعة على تطوير شراكاتها مع كبرى المؤسسات والجامعات البحثية وقد أشرف مكتب التعاون الدولي بالجامعة على تأسيس ورعاية هذه الشراكات، وتعد الشراكة مع جامعة MIT العريقة من أهم الشراكات التي قامت بها الجامعة في تاريخها  أيضا قامت الجامعة باستحداث برنامج التبادل الطلابي مع جامعات عالمية عديدة في الولايات المتحدة وكورية الجنوبية

### قائمة بأهم الجامعات المشاركة في برنامج التبادل الطلابي مع الجامعة
- معهد ماساتشوستس للتكنولوجيا الولايات المتحدة
- جامعة أريزونا (The University of Arizona) الولايات المتحدة
- جامعة كلورادو للمعادن (Colrado Schoole of Mines) الولايات المتحدة
- جامعة كورنيل (Cornell University) الولايات المتحدة
- جامعة تكساس ايه أند ام[الإنجليزية] (Texas a&m) الولايات المتحدة
- معهد جورجيا للتقنية (Georgia Institute of Technology) الولايات المتحدة
- جامعة سيراكيوز (Syracuse University) الولايات المتحدة
- معهد كوريا المتقدم للعلوم والتكنولوجيا (Korea Advanced Institute of Science & Technology (KAIST)) كوريا الجنوبية[19]

## أبرز خريجي وأساتذة الجامعة
- الشيخ محمد صالح المنجد عالم مسلم ومؤسس موقع الإسلام سؤال وجواب وأكاديمية زاد العلمية وقناة زاد الفضائية وموقع ابن باز.
- الشيخ خالد المصلح عالم مسلم وأستاذ جامعي ومفتي.
- خالد بن عبدالعزيز الفالح وزير الاستثمار والوزير السابق للطاقة والصناعة والثروة المعدنية والرئيس السابق لشركة ارامكو
- أمين حسن الناصر رئيس شركة أرامكو وكبير إدارييها التنفيذيين.
- الأمير سعود بن خالد الفيصل وكيل محافظ الهيئة العامة للاستثمار لشؤون الاستثمار سابقا ونائب أمير منطقة المدينة المنورة حاليا
- محمد بن خليفة آل خليفة وزير النفط البحريني
- غازي مشعل عجيل الياور رأس الحكومة العراقية المؤقتة بعد غزو العراق عام 2003.
- محمد بن صالح بنتن وزير الحج والعمرة
- زياد بن سامي اللبان الرئيس التنفيذي لشركة صدارة للكيميائيات
- نظمي النصر الرئيس التنفيذي لمشروع نيوم
- زياد بن محمد الشيحة الرئيس التنفيذي السابق للشركة السعودية للكهرباء
- محمد بن إبراهيم السويل وزير الاتصالات وتقنية المعلومات سابقا.
- الأمير عبدالعزيز بن سلمان بن عبدالعزيز وزير الطاقة
- فداء فؤاد العادل السفير الدائم للمملكة لدى منظمة اليونسكو بين عامي 2001 - 2005
- خالد بن حسن البياري الرئيس التنفيذي لشركة الاتصالات السعودية STC
- سعيد بن صالح الغامدي رئيس مجلس إدارة شركة عبد اللطيف جميل للتمويل
- إحسان شكور أبو غزالة الشريك المؤسس لشركة البيك للخدمات الغذائية
- عبدالله بن عامر السواحة وزير الاتصالات وتقنية المعلومات
- إبراهيم بن عبد الرحمن العمر محافظ الهيئة العامة للاستثمار
- [20]عبد الله بن عبد الرحمن المقبل وزير النقل وأمين منطقة الرياض سابقا
- أبو بكر بن أحمد باقادر وكيل وزارة الثقافة والإعلام (السعودية) للشؤون الثقافية الدولية.
- عبد الله بن حسن العبد القادر رئيس مجلس إدارة شركة الاتصالات السعودية STC
- فهد بن عبد الرحمن بالغنيم وزير الزراعة
- سعيد بن محمد الغامدي الرئيس التنفيذي في البنك الأهلي التجاري حالياً.
- عبد العزيز الصويان مدير جامعة حفر الباطن.
- خالد بن صالح المديفر - الرئيس التنفيذي لشركة التعدين العربية السعودية (معادن).
- محمد دريش، مدير مختبر المعالجة الرقمية للإشارة في قسم الهندسة الكهربائية.
- فيصل الفقير المدير العام لمصفاة رأس تنورة.
- فايز علي المالكي نائب رئيس سابك لسلسلة الإمدادات وعضو في مجلس إدارة شركتي كيميا وينبت.
- أحمد بن محمد الصويان- محافظ هيئة الحكومة الرقمية

## الاعتراف الدولي
تتمتع الجامعة بالاعتراف الدولي لبرامجها فبرنامج الهندسة تلقى اعتراف منظمة الاعتماد الأكاديمي للهندسة والتكنولوجيا وبرنامج الإدارة معترف به من قبل منظمة ACCSB
وبرنامج كليات الحاسب الآلي من قبل منظمة CSAB . كما أنها تعتبر الجامعة الأولى عربياً وحصلت على المرتبة 225 عالمياً اعتماداً على تصنيف ذا-كيو إس وورلد يونيفيرستي رانكينجز العالمي للمراكز التعليمية العليا.

## الكليات
كليات جامعة الملك فهد للبترول والمعادن:
كلية علوم وهندسة الحاسب الآلي:
- علوم الحاسب الآلي
- هندسة البرمجيات
- هندسة الحاسب الآلي
- علوم وهندسة الحاسب الآلي (دكتوراه)
- شبكات الحاسب (ماجستير)
- هندسة نظم التحكم و القياس
- هندسة صناعية ونظم

كلية العلوم الهندسية:
- هندسة الطيران والفضاء
- الهندسة المدنية
- الهندسة الكيميائية
- الهندسة الكهربائية
- هندسة الاتصالات (ماجستير)
- الهندسة الميكانيكية

كلية هندسة البترول وعلوم الأرض:
- هندسة البترول
- الجيولوجيا
- الجيوفيزياء
- العلوم البيئية

كلية الهندسة التطبيقية:
- الهندسة المدنية التطبيقية
- الهندسة الكيميائية التطبيقية
- الهندسة الكهربائية التطبيقية
- الهندسة الميكانيكية التطبيقية
- هندسة البترول التطبيقية

كلية العلوم:
- الكيمياء
- الكيمياء الصناعية
- الفيزياء
- فيزياء طبية (ماجستير)
- العلوم الرياضية
- الإحصاء

```
(ماجستير)
```

كلية الإدارة الصناعية:
- المحاسبة
- نظم المعلومات الإدارية
- المالية
- الإدارة
- التسويق
- ماجستير إدارة الأعمال
- ماجستير إدارة الأعمال (للمدراء التنفيذيين)

كلية تصاميم البيئة:
- العمارة
- الهندسة المعمارية
- هندسة وإدارة التشييد (ماجستير)
- تخطيط المدن والأقاليم (ماجستير)

كليات المجتمع:
- كلية المجتمع بالدمام

## العمادات
تضم الجامعة ثمانية عمادات، وهي:
- عمادة شؤون المكتبات.
- عمادة التطوير الأكاديمي.
- عمادة الدراسات العليا.
- عمادة البحث العلمي.
- عمادة شؤون الطلاب.
- عمادة شؤون السنة التحضيرية.
- عمادة القبول والتسجيل.
- عمادة شؤون الأساتذة والموظفين.

## الأندية الطلابية
تم فتح العديد من الأندية لتشجيع الطلاب واستثمار أوقات فراغهم في مجال هوايتهم وميولهم بالإضافة لمساعدتهم في إكمال مهمتهم الدراسية، كما تهدف هذه الأندية من خلال أنشطتها وبرامجها المتنوعة زيادة الوعي الثقافي والعلمي والأدبي لدى الطلاب، وإكسابهم مهارات وخبرات في التواصل والعمل المؤسسي التطوعي للإسهام في التنمية الثقافية والاجتماعية والرياضية، وتشارك الأندية في مناسبات الجامعة المختلفة كالمؤتمرات، الندوات، المحاضرات، ورش العمل، زيارة الوفود، يوم المهنة، حفل التخرج السنوي، المعارض العلمية الداخلية والخارجية. وهذه الأندية:
الأندية العلمية الطلابية :
1. نادي هندسة البترول وعلوم الأرض
2. نادي الهندسة الكهربائية.
3. نادي الهندسة الكيميائية
4. نادي الهندسة الميكانكية
5. نادي الهندسة المدنية
6. نادي هندسة الطيران والفضاء
7. نادي هندسة النظم.
8. نادي هندسة الحاسب الآلي
9. نادي تصاميم البيئة
10. نادي الرياضيات
11. نادي الكيمياء
12. نادي الفيزياء
13. نادي الإدارة الصناعية
14. نادي الدراسات العليا

الأندية العامة
1. نادي العلاقات العامة
2. نادي عشائر الجوالة
3. نادي المسرح
4. النادي الثقافي
5. النادي الاجتماعي
6. نادي الزيارات
7. نادي المناسبات العامة
8. نادي الفنون التشكيلية
9. نادي الألعاب الاجتماعية
10. نادي الألعاب الفردية
11. نادي الصحة واللياقة
12. نادي الشطرنج
13. نادي الغوص
14. نادي التصوير
15. نادي الأشقاء
16. نادي الرياضات الذهنية والإلكترونية
17. فريق سفراء جوجل في الجامعات
18. نادي دراجي البترول

## وصلات خارجية
- الموقع الرسمي لجامعة فهد للبترول والمعادن
- تجمع طلاب جامعة الملك فهد للبترول والمعادن
- كلية المجتمع بالدمام
- كلية المجتمع بحفر الباطن نسخة محفوظة 25 ديسمبر 2012 at Archive.is
- منتدى ملتقى كيتوس